# Nội thân vương Muneko
Nội thân vương Muneko (統子内親王 (Thống Tử nội thân vương) 1126 -1189), còn được gọi là Jōsaimon-in (上西門院 (Thượng Tây Môn viện)) là một Nội thân vương và Hoàng hậu Nhật Bản.
Bà là con gái của Thiên hoàng Toba với Trung cung Fujiwara no Tamako. Bà giữ trách nhiệm tư tế Saiin tại Đền Kamo trong những năm 1127-1132. Bà đã từ bỏ chức vụ nữ tư tế vì lý do sức khỏe.
Bà cũng được biết đến như là Hoàng hậu tạm thời của cháu trai mình, Thiên hoàng Nijō trong khi chờ bổ nhiệm một Hoàng hậu chính thức. Bà đã nghỉ hưu khi cháu trai bà có một Hoàng hậu mới, là người chị gái cùng cha khác mẹ của bà, Nội thân vương Yoshiko.